# Episodi di Blood Lad

Logo della serie

Questa è la lista degli episodi dell'anime Blood Lad, adattamento dell'omonimo manga di Yuuki Kodama. La storia è ambientata in un'altra dimensione nota come il Mondo delle Tenebre, dove il vampiro otaku Blood Charlie Staz e la sua banda si imbattono in Fuyumi Yanagi, una ragazza liceale che finisce inavvertitamente nel loro mondo tramite un portale aperto in quello umano. Staz finisce per infatuarsi di Fuyumi e quest'ultima viene uccisa da una pianta carnivora demoniaca e si trasforma in un fantasma, lasciando così al giovane vampiro il compito di resuscitarla e farla tornare viva come un essere umano.
La serie è stata prodotta da Brain's Base, diretta da Shigeyuki Miya, sceneggiata da Takeshi Konuta e presenta il character design di Kenji Fujisaki. Composta da un totale di dieci episodi, è stata trasmessa originariamente in Giappone dal 7 luglio all'8 settembre 2013 su tvk ed è stata replicata su altre emittenti quali Tokyo MX, Sun TV e BS11. Il 1º dicembre 2013 è stato pubblicato un OAV. Kadokawa Shoten ha raccolto la serie in cinque volumi Blu-ray e DVD distribuiti tra il 27 settembre 2013 e il 31 gennaio 2014. La sigla d'apertura è ViViD cantata da May'n mentre quella di chiusura è Bloody Holic, interpretata da Yūka Nanri.

## Lista episodi
| Nº  | Titolo italiano (traduzione letterale) Giapponese 「Kanji」 - Rōmaji | In onda           | In onda |
| Nº  | Titolo italiano (traduzione letterale) Giapponese 「Kanji」 - Rōmaji | Giapponese        |         |
| 1   | Ora è un mucchio d'ossa. 「骨でした。」 - Hone deshita. | 7 luglio 2013     |         |
| 1   | In un'altra dimensione, Staz Charlie Blood, il vampiro capo del distretto orientale del Mondo delle Tenebre, viene informato da Deku, il secondo in comando, che hanno catturato una ragazza umana di nome Fuyumi Yanagi, e la porta all'appartamento di Staz. Dopo aver incontrato Fuyumi, Staz si infatua di lei ma poi deve intervenire per fermare un commerciante di piante demoniache che sconfigge molto facilmente. Quando fa ritorno nel suo appartamento assieme a Deku, i due scoprono che Fuyumi è stata uccisa da una di quelle piante, lasciando solamente le sue ossa e vedono che la ragazza è diventata un fantasma. Così Staz decide di resuscitarla ed assieme a Fuyumi si recano presso un portale dimensionale noto come "Black Curtain", che la ragazza aveva utilizzato precedentemente per finire nel Mondo delle Tenebre, ma prima decidono di fermarsi in un bar. Siccome il quartiere non può rimanere senza il proprio boss, Staz decide di assumere Mimic, un essere in grado di assumere l'aspetto altrui, per sostituirlo durante la sua assenza. Dopo una festa di benvenuto dedicata a quest'ultimo e una discussione sul da farsi, Staz e Fuyumi attraversano la Black Curtain e si recano nel mondo degli umani. |                   |         |
| 2   | Tornato a casa, ma non proprio 「ただいまは言わない」 - Tadaima wa iwanai | 14 luglio 2013    |         |
| 2   | Staz e Fuyumi arrivano nel mondo degli umani e il primo dimostra fin da subito le sue abilità per alterare il comportamento degli esseri umani per evitare di avere dei problemi. Si recano assieme nella scuola della ragazza e qui quest'ultima apprende che la sostanza chimica che il vampiro somministra alle altre persone crea in loro dei falsi ricordi. Ad un certo punto il corpo di Fuyumi inizia a scomparire e così Staz le fa bere un po' del suo sangue e ripristina la sua esistenza demoniaca. Successivamente il duo torna a casa di lei e qui incontrano una giovane donna chiamata Bell Hydra che spiega che la Black Curtain è di sua proprietà ma le è stata sottratta tramite la magia da qualcuno. Poi decide di minacciare Fuyumi per obbligare Staz a prelevare un paio di mutandine da un negozio di abbigliamento per demoni, cosa che il vampiro fa dopo una lotta contro il proprietario, ma poi si presentano dinanzi a lui Bell e Fuyumi spiegandogli che la prima voleva solo metterlo alla prova per cercare qualcuno dotato di una potente magia. Alla fine Bell rivela che l'unica cosa in grado di riportare in vita Fuyumi è un libro sulla resurrezione umana, che aveva venduto al capo del distretto occidentale del Mondo delle Tenebre, Wolf, vecchio amico e rivale di Staz. |                   |         |
| 3   | L'hai sempre avuto tu 「持ってんじゃん」 - Motten jan | 21 luglio 2013    |         |
| 3   | Wolf continua ad espandere il suo territorio mentre Staz parte assieme Mamejirou e Fuyumi per rintracciarlo. Dopo essere saliti su una strana carrozza, arrivano a destinazione, incontrano Wolf e Staz lo sfida per farsi aiutare a trovare il libro che sta cercando. Si svolge così un incontro di boxe dove i due contendenti sfruttano al meglio le loro capacità ma vengono interrotti da Fuyumi in lacrime perché non vuole più vederli combattere. Così Bell teletrasporta tutti quanti tramite la sua magia in un altro edificio e qui rivela di aver sempre avuto il libro a cui Staz era interessato. Staz allora prende il libro e prova a consultarlo ma non riesce a comprendere nulla perché il testo è composto da anagrammi decifrabili unicamente dall'autore dell'opera e leggendo la prima pagina scopre che si tratta del suo fratello maggiore Braz D. Blood e la cosa lo terrorizza. |                   |         |
| 4   | All'Acropoli del mondo dei demoni 「殿堂魔界へ」 - Dendō makai e | 28 luglio 2013    |         |
| 4   | Wolf costringe Staz a recarsi all'Acropoli dove risiede Braz perché vuole che porti a termine il suo compito, così Bell usa la sua magia per teletrasportarlo verso il luogo designato. Wolf poi calcia Staz in un portale appena aperto e questo finisce nella camera da letto di Bell, la quale decide ancora una volta di metterlo alla prova. Ad un certo punto Staz gli racconta del suo passato e del fatto che suo fratello avesse sigillato i suoi veri poteri magici tramite un proiettile conficcato nel suo cuore, allora Bell gli chiede di farsi rimuovere il sigillo per farsi aiutare a riprendersi la sua magia spaziale. Nel frattempo, nel Mondo delle Tenebre, il corpo di Fuyumi inizia a svanire ancora una volta, così Wolf si reca con lei dallo scienziato pazzo Franken Stein per aiutarla. Alla fine Bell porta Staz all'Acropoli e questo decide di intrufolarsi nel castello di Braz, ma viene catturato da sua sorella minore, Liz T. Blood, che lo aveva rinnegato a causa del suo tradimento e lo imprigiona nella prigione conosciuta come "La scatola dei giocattoli di Liz". I compagni di cella di Staz lo ingannano spingendolo a premere un pulsante sospetto che lo conduce verso un'altra stanza, dove incontra Liz che gli promette di liberarlo se fosse riuscito a sconfiggere i suoi subordinati zombie. |                   |         |
| 5   | Demone non identificato 「未確認魔人物体」 - Mikakunin majin buttai | 4 agosto 2013     |         |
| 5   | Gli zombie di Liz sconfiggono facilmente Staz anche se lui li sfida più volte ma con lo stesso risultato. Nel frattempo Franken deduce che le condizioni di Fuyumi possono essere stabilizzate con una dose di sangue di Staz e spiega a Wolf che i fantasmi hanno l'abilità unica di diventare una singola specie di demoni assorbendo la loro magia, sostenendo che se la ragazza assorbe tutte la magia di Staz potrebbe essere in grado di rivaleggiare con un altro demone. All'Acropoli, Braz incontra il fratello Staz e gli propone un accordo. Intanto Bell rivela a Wolf l'obiettivo di Franken di usare Fuyumi per combattere un esperimento fallito, il demone artificiale numero 9, Akim Papradon, così Wolf stringe un patto con lo scienziato che prevede di sconfiggere il mostro per far tornare Fuyumi ad essere un semplice fantasma. Parallelamente Braz spiega la medesima cosa a Staz e sblocca il suo vero potere rimuovendo il sigillo. Infine Wolf si reca nel distretto nord alla ricerca di Akim e si prepara ad affrontarlo. |                   |         |
| 6   | Questa è l'amicizia 「それがダチ」 - Sore ga dachi | 11 agosto 2013    |         |
| 6   | Dopo aver sbloccato il suo potere, Staz lascia l'Acropoli per affrontare Akim, seguendo l'accordo di Braz. Nel frattempo, Wolf e Akim si affrontano in un lungo scontro dove il primo arriva il punto di trasformarsi in lupo mannaro per fronteggiare la magia spaziale dell'avversario. Nel frattempo, Bell intrappola Franken in una stanza creata con la sua magia e lo costringe a rivelare tutto ciò che sa sulle abilità di Akim. Wolf sembra prevalere contro Akim ma dopo un po' la situazione si ribalta perché la magia di trasformazione in lupo si sta esaurendo, così appare Staz che spedisce il nemico in una landa desolata e lo sconfigge per conto proprio. Successivamente viene raggiunto da Wolf che lo sfida in uno scontro. Intanto, Bell consegna i pezzi del corpo di Akim a Franken dopo averlo catturare prima di essere disintegrato da Staz e li interroga sulla magia spaziale, scoprendo che Franken aveva ottenuto il corpo del suo esperimento da terze parti. A questo punto arrivano Braz e Liz che imprigionano Franken e Akim nella scatola dei giocattoli della seconda, mentre Staz si rifiuta di combattere a piena potenza contro Wolf perché è un suo amico. Alla fine Braz chiede di incontrare la ragazza che Staz desidera resuscitare. |                   |         |
| 7   | La prima volta di Liz 「はじめてのリズ」 - Hajimete no Rizu | 18 agosto 2013    |         |
| 7   | Bell porta Braz e gli altri da Fuyumi e si inizia a discutere su come far tornare normale la ragazza, poi tutti quanti si recano al Third Eye Cafe e Braz afferma di voler vedere il corpo originale dell'interessata. Siccome Bell non si fida ancora di Braz e Staz, consegna a Fuyumi una campanella magica che potrà usare quando avrà bisogno del suo aiuto. Braz prende un campione di magia di Fuyumi e spiega di conoscere un metodo per resuscitarla, poi parte per l'Acropoli lasciando Liz a Staz. Così fratello e sorella trascorrono un po' di tempo insieme a Fuyumi e gli altri mostri ma vengono tenuti d'occhio da un misterioso ragazzo biondo. Successivamente Fuyumi e Liz iniziano a legare fra di loro ma il giorno dopo, la bambina si sveglia e nota che l'altra è scomparsa, così chiede aiuto a Staz e compagni per trovarla. Tutti partono alla sua ricerca e Liz rivela che Braz aveva messo un localizzatore su Fuyumi, così Staz la supplica di tornare all'Acropoli e chiedere l'aiuto del loro fratello. Gli altri membri del gruppo riescono poi a risalire al colpevole e Staz prova a raggiungerlo. |                   |         |
| 8   | Un tesoro per due 「ふたりはトレジャー」 - Futari wa Torejā | 25 agosto 2013    |         |
| 8   | Liz arriva all'Acropoli e viene immediatamente affrontata da una poliziotta di nome Constable Beros. Quest'ultima le consente di rientrare nel distretto a condizione di condurla da Braz in modo che possa arrestarlo per aver lasciato illegalmente il luogo. Successivamente, Liz informa Staz che non è riuscita a localizzare Fuyumi usando l'attrezzatura di Braz mentre viene contemporaneamente avvicinato da un membro del territorio tropicale del distretto meridionale che lo porta dal suo capo, un pupazzo di neve. Qui Staz scopre che il ragazzo biondo si chiama Knell Hydra e vive nell'inaccessibile Autostrada Dimensionale. Intanto Fuyumi chiede l'aiuto di Bell tramite il campanellino che le aveva dato e così Liz scopre la sua posizione e la comunica a Staz. Knell fugge ma viene trovato da Bell che score che stava svolgendo una commissione per la loro madre. Proprio in quel momento appare Staz che chiede di farsi restituire Fuyumi ma Bell lo ferma e permette al fratello di fuggire. I due si affrontano in una stanza dimensionale e Staz ha la meglio, poi si recano insieme alla ricerca di Fuyumi nell'Autostrada Dimensionale. |                   |         |
| 9   | I peccati del quattrocchi 「メガネの罪」 - Megane no tsumi | 1º settembre 2013 |         |
| 9   | Una volta arrivato al palazzo dell'Acropoli, Braz ha un flashback in cui ha assistito alla morte di suo padre, il precedente re, per mano dell'attuale sovrano dell'Acropoli, Wolf Daddy. Nel frattempo Knell e Fuyumi incontrano Bell e Staz al Palazzo degli Hydra e qui iniziano a scoprire dei dettagli molto importanti sul passato della ragazza umana grazie ad una donna di nome Neyn, la madre di Bell e Knell. Intanto Wolf Daddy loda Braz per aver osservato il Mondo delle Tenebre inferiore e di aver fornito il suo aiuto nella cattura di Akim, ma trova sospetto che quest'ultimo condividesse l'aspetto del suo subordinato scomparso, Pantomime, e i due si dichiarano guerra. Braz dovrà presentare un candidato a diventare re entro tre giorni e se questo non riuscirà a sconfiggere l'attuale sovrano, verranno uccisi entrambi, così il vampiro riesce a sfuggire da Beros ma viene inseguito da Goyle. Neyn invece spiega a Staz e compagni dell'esistenza dei doppelgänger nel mondo degli umani e in quello delle Tenebre, sostenendo che si era fusa con il suo doppione, ovvero la madre di Fuyumi durante un viaggio nel mondo umano con la piccola Bell. Altrove, Goyle mette all'angolo Braz ma quest'ultimo ribalta la situazione impiegando il proprio sangue per minacciare la vita di Beros a distanza. Mentre Fuyumi cerca di venire a patti con tutto ciò che le è successo finora, Bell le assicura che una volta resuscitata la sua memoria sarà cancellata. Alla fine Staz viene teletrasportato su un'isola fluttuante e mentre sta pensando a cosa vuole fare di Fuyumi viene avvicinato da una figura sconosciuta. |                   |         |
| 10  | Sorge l'eroe oscuro 「ダークヒーロー・ライジング」 - Dāku Hīrō Raijingu | 8 settembre 2013  |         |
| 10  | Il misterioso personaggio si rivela essere Heads Hydra, il marito di Neyn, il quale vuole mettere alla prova Staz. Nel frattempo Deku, Yoshida e Mamejirou affrontano i membri del territorio tropicale che intendono conquistare quello di Staz mentre quest'ultimo è assente. Heads spiega a Staz della travagliata storia della moglie e di Fuyumi, poi chiede al giovane vampiro cosa vuole fare della ragazza, ma questi afferma di non conoscere i suoi veri sentimenti fino a quando non sarà resuscitata. Così Heads gli fa fare un falso giuramento e poi spedisce Staz all'ingresso del territorio degli Hydra e una volta sveglio trova Fuyumi con cui inizia a parlare di varie questioni. Intanto, Goyle intrappola Braz con un incantesimo di ghiaccio, ma viene salvato da Liz ed entrambi fuggono usando la magia di teletrasporto. Nel distretto orientale, i tre membri del gruppo di Staz hanno respinto i loro aggressori mentre Wolf riceve una lettera dall'Acropoli. Altrove, Staz prende con sé Fuyumi ed insieme varcano un portale pronti a superare nuove prove, ma un misterioso gruppo di individui li osserva a bordo di un dirigibile. Alla fine, Braz arriva nel laboratorio segreto dove Franken sta lavorando su un nuovo corpo per Akim che si rivela essere suo padre ritornato in vita. |                   |         |
| OAV | Non sono un gatto 「我輩は猫ではない」 - Wagahai wa neko de wa nai | 1º dicembre 2013  |         |
| OAV | Mentre Staz e Fuyumi proseguono il loro viaggio, Fuyumi deve consumare ancora una volta il sangue di Staz per evitare di scomparire e inizia a diventarne dipendente. Nel frattempo, un gruppo di cacciatori di vampiri prende di mira i due. Mentre il vampiro inizialmente combatte contro di loro, viene indebolito da un'arma d'argento e Fuyumi viene rapita. Nonostante ciò, Staz si dirige al quartier generale dei suoi aggressori e questi tentano di ucciderlo. Staz consuma però la loro magia, portando il leader a rinunciare all'impresa e lasciare che Staz e Fuyumi usino il suo dirigibile. |                   |         |

## Home video

### Giappone
Kadokawa Shoten ha pubblicato la serie in Giappone in cinque volumi Blu-ray e DVD tra il 27 settembre 2013 e il 31 gennaio 2014. L'autore originale del manga, Yuuki Kodama ha disegnato l'artwork delle confezioni di ogni volume.
| N° | Data              | Episodi | Fonte  |
| -- | ----------------- | ------- | ------ |
| 1  | 27 settembre 2013 | 1-2     | [ 7 ]  |
| 2  | 25 ottobre 2013   | 3-4     | [ 10 ] |
| 3  | 29 novembre 2013  | 5-6     | [ 11 ] |
| 4  | 27 dicembre 2013  | 7-8     | [ 12 ] |
| 5  | 31 gennaio 2014   | 9-10    | [ 8 ]  |